# ゲラン対女王
ゲラン対女王（Guerin v. The Queen） （1984 2 S.C.R. 335）はカナダ のファーストネイションの人びとの権利をめぐる、カナダ最高裁判所（Supreme Court of Canada）による画期的な判決であり、そのなかで裁判所はまず、政府はカナダのファーストネイションに対して信託の義務を有しており、しかも、独自の（sui generis）権利となるように先住民権を確立しているとの考えを示した。

## 背景
モスキアム・インディアン・バンド（Musqueam Indian Band）はバンクーバー地域に、おおよそ1.7km2（416エーカー）の一等地を有していた。1958年に、連邦政府は、そのバンドの利益になるようにと、ショウネッシーハイツ・ゴルフクラブと、ゴルフクラブを建設するために162エーカーの土地を賃貸するという取り引きを行った。だが、政府とそのクラブとのあいだの合意の、実際の契約条件はバンドに対して話されていたものとは異なるものだった。
1970年に、バンドは実際の契約条件を発見し、政府には取り引きの完全な範囲について正確に説明する義務があるという理由から、抗議を行った。
上告において、裁判所は、the court held that国王はバンドとの信頼関係を裏切ったため、モスキアムバンドに1000万ドルの支払いを命じる考えを示した。

## 裁判所の意見
J・ディクソン判事が、ビーツ、シュイナード、レイマー判事の同意のもとに述べた考え方は、先住民権の性質は、法的強制力を持った信託の義務を国王に課すというものであった。ディクソン判事は先住民権の性質について、等価物をもたない独自の権利だと言い表した。それは内在的な権利であって、1763年の国王宣言に先だって存在し、居住の歴史のなかで見出されたものなのである。この特別な権利の意味するところは、先住民の土地に対する権利は国王に対して譲渡可能なだけであり、国王はそれを先住民の利益においてのみ用いることができるということである。

## 余波
「信託の義務」という原理は後に、先住民権の保護を規定している1982年憲法法の第35項の解釈において、不可欠なものとなった。

## 参考
- 女王対スパロー
- セント・キャサリン・ミリング対女王
- カルダー判決
- デルガムーク判決